# 姫路市立八木小学校
姫路市立八木小学校（ひめじしりつ やぎしょうがっこう）は、兵庫県姫路市八家に所在する公立小学校。

## 沿革
- 1887年（明治20年）4月 - 木場簡易小学校として開校。
- 1892年（明治25年）10月1日 - 木庭尋常小学校と改称。同日を開校記念日とする。
- 1908年（明治41年）10月 - 飾磨郡八木村立八木尋常小学校と改称。
- 1916年（大正05年）4月 - 八木尋常高等小学校と改称。
- 1941年（昭和16年）4月 - 八木国民学校と改称。
- 1947年（昭和22年）4月 - 八木村立八木小学校と改称。
- 1954年（昭和29年）7月 - 姫路市立八木小学校と改称[1]。

## 通学区域
- 木場、木場十八反町、木場前中町、木場前七反町、八家[2]

※卒業後は基本的に姫路市立灘中学校に進学する。

## 通学区域が隣接している学校
- 姫路市立白浜小学校
- 姫路市立糸引小学校
- 姫路市立的形小学校